# Coil Coating
Coil Coating (engl.), auch Bandbeschichtung oder kontinuierliche Metallbandbeschichtung genannt, ist ein Endlos-Verfahren zur ein- oder beidseitigen Beschichtung von Stahl- oder Aluminium-Blechen. Das resultierende Material ist ein Verbundwerkstoff aus einem metallischen Trägermaterial und einer organischen Beschichtung. Übliche Beschichtungsstoffe sind Lacke, Kunststoffpulver und -folien.
Die EN 13523-0 nennt Bleche, die mit einem Coil Coating versehen werden, bandbeschichtete Metalle.
Im Jahr 2008 wurden in Europa etwa 1.200 Mio. m² Stahl und 300 Mio. m² Aluminium beschichtet. Das entspricht einem Lackverbrauch von etwa 200.000 Tonnen pro Jahr.

## Anwendungen
Coil-Coating-Bleche aus Stahl und Aluminium werden größtenteils im Dach- und Fassadenbau verwendet, meist für gewerbliche Bauten.
Teilweise werden auch Elektro- und Haushaltsgeräte, wie Waschmaschinen, Mikrowellengeräte und Kühlschränke aus Coil-Coating-Blechen aus Stahl gefertigt (konkurrierendes Verfahren für diese Anwendung ist die nachträgliche Pulverbeschichtung).
Weitere Anwendungen sind (Büro-)Möbel, Gehäuse von Schaltschränken, EDV-Geräten und Leuchten, Lamellen für Jalousien, Blechtüren und Tore, Garagen, Gartenhäuschen und Schuppen, (abgehängte) Kassettendecken, Anhängeraufbauten, Wohnwagen und Caravans.
Dosen für Lebensmittel (z. B. Keks- und Konservendosen), die aus bereits bedruckten und lackierten Blechen gefertigt werden bestehen aus Weißblech oder Aluminium.

## Beschichtungsverfahren
Für das Coil-Coating-Verfahren werden fast ausschließlich Stahlblech und Aluminium verwendet. Nach der Produktion werden die bis zu 2,6 Meter breiten Metallbänder im aufgerollten Zustand in der Beschichtungsanlage angeliefert. Dort werden sie abgewickelt und abwechselnd oben und unten über mehrere Walzen geschlungen, die als Bandspeicher dienen, um Rollenanfänge und -enden miteinander verschweißen zu können, ohne den restlichen Prozess anhalten zu müssen. Zunächst werden die Bänder von Fetten und Ölen befreit, die zum Schutz der Oberfläche nach der Metallbandproduktion aufgebracht wurden. Das geschieht durch eine alkalische Reinigung. Anschließend werden die Bleche durch die eine Vorbehandlung chemisch passiviert.
Haftvermittler (Primer) und Decklack werden im Walzverfahren aufgetragen und bei etwa 240 °C eingebrannt. Danach kann der Lack noch durch eine Kaschierfolie geschützt werden. Schließlich wird das endlose Metallband wieder über einen Bandspeicher geführt, aufgetrennt und zu einer Rolle (englisch coil) aufwickelt.
Das Verfahren ist sehr effizient. Die Oberflächenqualität ist gleichmäßiger und die Schichtdicken lassen sich leichter kontrollieren, als bei nicht-kontinuierlichen Beschichtungsmethoden. Auch entstehen kaum Lack-Verluste durch Sprühnebel, wie es bei der klassischen Nasslackierung im Spritzverfahren der Fall ist. Moderne Coil-Coating-Anlagen werden mit Geschwindigkeiten von bis zu 200 Metern pro Minute gefahren. Der gesamte Anlagenaufbau kann über 100 Meter lang sein. Oft sind Bandverzinkungs- und Coil-Coating-Anlagen der Stahlherstellung angegliedert.

## Funktion und Eigenschaften
Der Primer verbessert die Haftung und den Korrosionsschutz. Der Decklack bestimmt das Erscheinungsbild des Metallbleches und kann in fast allen Farben hergestellt werden. Auch Glanzgrad und Struktur des Decklacks können variieren.
Die Innenbeschichtung von Konservendosen aus Weißblech soll verhindern, dass sich Zinn vom Blech löst, darf jedoch ihrerseits keine löslichen Stoffe enthalten, die in die Lebensmittel übergehen.
Coil-Coating-Lacke müssen äußerst flexibel sein, da die Bleche erst nach der Lackierung verformt werden. So werden die Bänder zu Trapezblech und Fassadenelemente gewalzt, ohne dass der Lack rissig wird oder abplatzt. Auch bedrucktes und lackiertes Weißblech wird schon seit 1930 zu Dosen und anderen Blechbehältern geformt.

## Materialien
Das Band besteht aus
- Stahlblech (kaltgewalzt)
  - roh oder
  - galvanisch verzinkt oder nach dem Sendzimirverfahren feuerverzinkt, auch Zink-Legierungen wie Zink-Nickel werden verwendet
- Aluminium (Knetlegierungen)
- seltener auch Edelstahl, Zinkblech, Zinn, Messing, Kupfer und anderen Nichteisen-Metallen

Moderne Coil-Coating-Lacke bestehen in der Regel aus Polyesterharzen, die entweder mit Melaminharzen oder Isocyanaten vernetzt werden. Auch Polyurethan, PVDF, Epoxy und Plastisole werden verwendet.
Neben Lacken können auch Kunststofffilme und -pulver aufgebracht werden.